# Жоффруа III де Туар
Жоффруа III (фр. Geoffroy III de Thouars; ок. 1073 — ок. 1123) — 13-й виконт Туара с 1104 года.
Упоминается в документах аббатств Мармутье, Сент-Обен д'Анже, Сен-Сиприан де Пуатье и Сен-Пьер де Бургёйль начала XII века.
Наследовал брату — Герберту II. Восстановил замок Туар, сожжённый войском анжуйского графа в 1104 году, когда братья находились в Святой земле. Отстроил Шез-ле Виконт, который сделал своей временной резиденцией.

## Семья
В 1094 году женился на Амелине, происхождение которой не выяснено. Известны четверо их сыновей:
- Эмери V (погиб в бою в 1127), виконт Туара
- Жоффруа, сеньор де Тиффож
- Пьер Епископ
- Савари, виконт де Фонтене.